# 乾興 (蘭芳)
乾興（1846年—1884年），為印尼婆羅洲蘭芳共和國的第十任大唐總長劉鼎啟用的年號，前後共39年。劉鼎擅自更改年號，但民間多不接受，仍以蘭芳紀年為主。

## 紀年對照表
| 乾興 | 元年   | 2年    | 3年    | 4年    | 5年    | 6年    | 7年    | 8年    | 9年    | 10年   |
| ---- | ------ | ------ | ------ | ------ | ------ | ------ | ------ | ------ | ------ | ------ |
| 西元 | 1846年 | 1847年 | 1848年 | 1849年 | 1850年 | 1851年 | 1852年 | 1853年 | 1854年 | 1855年 |
| 干支 | 丙午   | 丁未   | 戊申   | 己酉   | 庚戌   | 辛亥   | 壬子   | 癸丑   | 甲寅   | 乙卯   |
| 乾興 | 11年   | 12年   | 13年   | 14年   | 15年   | 16年   | 17年   | 18年   | 19年   | 20年   |
| 西元 | 1856年 | 1857年 | 1858年 | 1859年 | 1860年 | 1861年 | 1862年 | 1863年 | 1864年 | 1865年 |
| 干支 | 丙辰   | 丁巳   | 戊午   | 己未   | 庚申   | 辛酉   | 壬戌   | 癸亥   | 甲子   | 乙丑   |
| 乾興 | 21年   | 22年   | 23年   | 24年   | 25年   | 26年   | 27年   | 28年   | 29年   | 30年   |
| 西元 | 1866年 | 1867年 | 1868年 | 1869年 | 1870年 | 1871年 | 1872年 | 1873年 | 1874年 | 1875年 |
| 干支 | 丙寅   | 丁卯   | 戊辰   | 己巳   | 庚午   | 辛未   | 壬申   | 癸酉   | 甲戌   | 乙亥   |
| 蘭芳 | 31年   | 32年   | 33年   | 34年   | 35年   | 36年   | 37年   | 38年   | 39年   |        |
| 西元 | 1876年 | 1877年 | 1878年 | 1879年 | 1880年 | 1881年 | 1882年 | 1883年 | 1884年 |        |
| 干支 | 丙子   | 丁丑   | 戊寅   | 己卯   | 庚辰   | 辛巳   | 壬午   | 癸未   | 甲申   |        |

## 同期存在的其他政權年號
- 中國
  - 道光（1821年－1850年）：清朝—清宣宗旻寧之年號
  - 咸豐（1851年－1861年）：清朝—清文宗奕詝之年號
  - 同治（1862年－1874年）：清朝—清穆宗載淳之年號
  - 順天（1786年）：清朝時期—林爽文之年號
  - 天運（1795年）：清朝時期—陳周全之年號
  - 大慶（1797年）：清朝時期—王大叔之年號
  - 大慶（1797年）：清朝時期—黎樹之年號
  - 光明（1805年－1809年）：清朝時期—蔡牽之年號
  - 順天（1813年）：清朝時期—李文成之年號
  - 後明晏朝（1814年）：清朝時期—朱毛俚之年號
  - 天運（1832年）：清朝時期—張丙之年號
  - 太平天國（1851年－1864年）：太平天國—洪秀全、洪天貴福之年號
  - 洪順（1852年）：清朝時期—彭運洪之年號
  - 天德（1853年）：清朝時期—林恭之年號
  - 天德（1853年）：清朝時期—黃德美之年號
  - 天德（1853年）：清朝時期—林萬青之年號
  - 天運（1853年）：清朝時期—劉麗川之年號
  - 太平天德（1854年－1856年）：清朝時期—朱洪英之年號
  - 江漢（1854年－1855年）：清朝時期—楊龍喜之年號
  - 洪德（1855年－1864年）：清朝時期— 陳開、黃鼎鳳之年號
  - 順天（1859年－1862年）：清朝時期—李永和之年號
  - 江漢（1859年－1864年）：清朝時期—朱明月奉楊龍喜的年號
  - 嗣統（1864年－1868年）：清朝時期—朱明月之年號
  - 天縱（1860年－1863年）：清朝時期—宋繼鵬之年號
- 越南
  - 紹治（1841年－1848年）：阮朝—憲祖阮福暶之年號
  - 嗣德（1848年－1883年）：阮朝—翼宗阮福時、阮福膺禛、阮福昇年號。
  - 建福（1884年）：阮朝—阮福昊之年號。
- 日本
  - 弘化（1844年－1848年）：仁孝天皇、孝明天皇之年號
  - 嘉永（1848年－1854年）：孝明天皇之年號
  - 安政（1854年－1860年）：孝明天皇之年號
  - 萬延（1860年－1861年）：孝明天皇之年號
  - 文久（1861年－1864年）：孝明天皇之年號
  - 元治（1864年－1865年）：孝明天皇之年號
  - 慶應（1865年－1868年）：孝明天皇、明治天皇之年號
  - 明治（1868年－1912年）：明治天皇之年號

## 深入閱讀
- 謝永茂. . 台北: 世界客屬總會. 2021年10月. ISBN 978-986-82787-3-8.